# Aszab

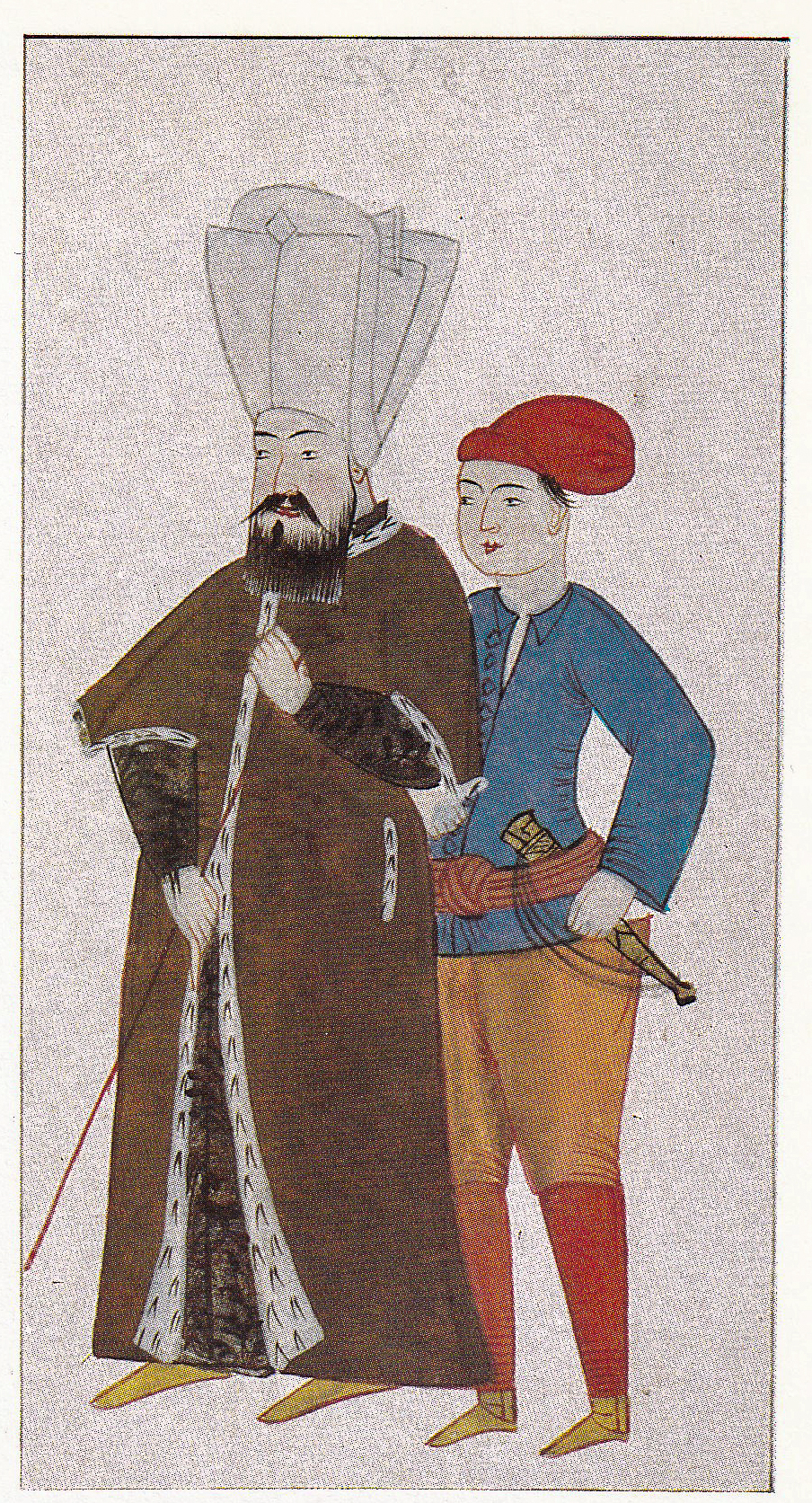
Kapudán pasa és egy aszab

Az aszab (törökül azab vagy azap) könnyűfegyverzetű gyalogos a régi oszmán hadseregben, akik az akindzsikkel együtt alkották az irreguláris fegyveres erő zömét. Később sokukat már muskétával fegyverezték föl, de mindig is kevés képesítéssel bírtak. Rendezett, fegyelmezett harcra és bármilyen összehangolt manőverre, normális visszavonulásra teljesen képtelenek voltak.
A török hadsereghez csapódó mindenféle segédhadakkal együtt a haderő ütőképességét csökkentették. Katonailag így az aszabok komoly erőt nem képeztek, s az európai haderők fölényben voltak velük szemben, ami azt eredményezte, hogy sokszor egy-egy visszavonulás is tébolyult meneküléssé fajult, melynek következtében a törökök sokszor maguknak nagyobb veszteséget okoztak, mint az ellenség.
Az aszab név kezdetben vonatkozott  minden nem reguláris gyalogosra is.
A mai modern török hadseregnek vannak aszab nevű lövegei.